# حوزة النجف
حوزة النجف مدرسة شيعية قديمة، أسسها الشيخ الطوسي، بعد خفوت حوزة بغداد، وهجرة الطوسي إلى كربلاء، ثم إلى النجف. وتعد أهم مركز ديني للشيعة في العالم الإسلامي.

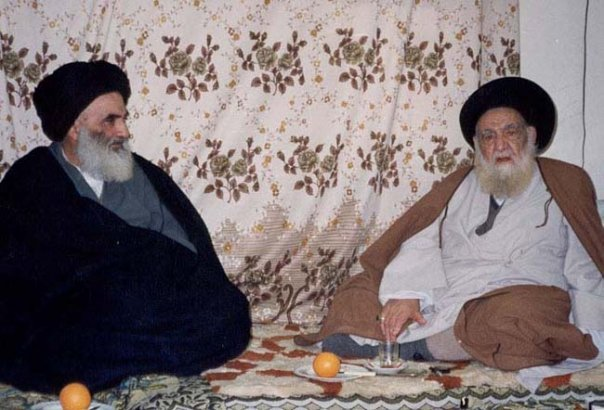
صورة تجمع مرجعي الشيعة السيدين الخوئي من اليمين والسيستاني من اليسار في العام 1992

## تاريخ
في سنة (448 هـ) نزح إلى مدينة النجف من بغداد كبيرُ علماء الشيعة في ذلك العهد، الشيخ أبو جعفر محمد بن الحسن الطوسي، إثر فتنة طائفية أثارها السلجوقيون في مفتتح حكمهم في العراق، وكان من آثارها الهجوم على دار الشيخ الطوسي، ونهب كتبه وإحراق كرسيّه الذي كان يجلس عليه للتدريس، وإحراق مكتبات أخرى.
فكان ارتحال الشيخ الطوسي إلى النجف، بداية عهد جديد في حياة هذه المدينة التي أخذت منذ ذلك العهد تتحول من مدينة ومزار إلى جامعة كبرى.
ويبدو أنّه كان للنجف قبل الشيخ الطوسي شأن علمي، وكان يقصدها الناس للدراسة على علمائها المجاورين فيها، فمنذ أوائل القرن الثالث للهجرة نرى أسماء علمية بارزة تُنسب إلى النجف، مثل: شرف الدين بن علي النجفي، وأحمد بن عبد الله الغَروي، وابن شهريار، كما أن هناك إجازات علمية تحمل اسم النجف. ثمّ نرى أن المؤرخين يذكرون أن عضد الدولة البُوَيهي حين زيارته للنجف سنة 371 هـ، وزّع أموالاً على الفقهاء والفقراء، ومعنى هذا أنّه كان فيها جمهور من الفقهاء خَفِيَت عنّا أخبارهم، وضاعت فيما ضاع من أخبار النجف الكثيرة، ومعنى هذا أيضاً، أنّه كان قبلهم فيها فقهاء، وظل بعدهم فيها فقهاء.
ولكي يشير المؤرخون إلى وجود الفقهاء فيها حين زيارة عضد الدولة، لابد من أن يكون هؤلاء الفقهاء حصيلة دراسات متصلة من عهدٍ لا نستطيع تحديده تحديداً دقيقاً، لقلة ما بأيدينا من المصادر.
على أنه من البديهي، أن تكون النجف بعد ابتداء شأنها كمدينة، قد ابتدأت في نفس الوقت تَرِث الكوفة علمياً ودراسياً، فكونُها ضاحيةً من ضواحي الكوفة، وكونها أضحت مهوى قلوب المؤمنين، وموضع هجرتهم، وكونُ الكوفة صاحبة ذاك الشأن العلمي الرفيع، كل ذلك أهّل النجفَ لوراثة تدريجية انتهت أخيراً إلى ذَوَبان الكوفة في النجف ذوباناً تاماً.
لذلك كان من الطبيعي أن يكون للنجف شأن علمي دراسي، قبل رحيل الشيخ الطوسي إليها، ولكن الشأن تبلور بوصول الشيخ، وتطور إلى تنظيم، جعل منها مقصد الطالبين من كل مكان.
ولا يفوتنا أن الشيخ لم يهاجر إليها وحده، فمن المعلوم أنّه كان له في بغداد حلقة تتلقى العلم عليه، تتلوها حلقات تتلقى العلم على تلاميذه.
ومن المؤكد أن جُلّ هؤلاء ـ إن لم يكونوا كلّهم ـ قد انتقلوا بانتقال الشيخ، ونظّموا أمر الدرس تنظيماً دقيقاً، دخلت فيه النجف في طور جديد، من أهمّ أطوارها.

## بعد الشيخ الطوسي
ويستمر ذلك حتّى القرن السابع الهجري، وإذا بمدينة الحلة تغدو هي البديل من النجف، وإذا بها مقرّ كبار علماء الشيعة ومقرّ تدريسهم، على أن النجف ظلت محتفظة بطابعها العلمي، وظل فيها من العلماء والفقهاء، من يملأون فيها فراغاً لابد من إملائه.
ويبدو من الغرابة بمكان، أن يتحول التدريس من النجف إلى الحلة، وأن يستبدل العلماء المقام في الحلة بالمقام في النجف، ويتراءى أن التعليل الصحيح لذلك، هو جفاف الحياة في النجف وقسوة العيش فيها، لا ماء ولا شجر، بل حَرور متصل معظم الشهور، لا يلطفه ظل ولا يخففه نسيم.
ويبدو أنّه من هنا انطلقت فكرة نقل التدريس إلى مدينة الحلّة التي يشقّها نهر الفرات، وتحيط بها الحدائق والبساتين.
وما دامت النجف قريبة، فإن القلوب الظامئة لزيارة قبر علي بن أبي طالب تستطيع وهي في الحلة، أن تتجه إليه، وتستطيع أن تنتقل بأجسادها بين شهر وشهر للاستمتاع بجواره.
ولكن الأمر ما لبث أن عاد إلى أصله، وعادت النجف دار العلم والتدريس، على أن الحال لم تستقر بها استقراراً تاماً، بل ظلت بين مدّ وجَزْر.. إلى أن جاء عهد وَرِثَت فيه مدينةُ كربلاء كلا المدينتين: النجف والحلة. ويبدو أن السرّ في ذلك، هو أن كربلاء تجمع إليها ما في المدينتين؛ ففيها ضريح سيد الشهداء الحسين بن علي، وفيها الظلال والماء.
وظلت كربلاء معهد الشيعة الأكبر، حتّى مطلع القرن الثالث عشر الهجري.
وبانتقال مهدي الطباطبائي، المعروف ببحر العلوم من كربلاء إلى النجف، استقرّ الأمر في النجف استقراراً كاملاً، كان من أكبر دعائمه شخصية مهدي نفسه، بما تحلّت به من سجايا وفضائل، جَعَلت منه عالِماً فذّاً بين العلماء القادة.
ثمّ أعقبه تلميذه الشيخ جعفر كاشف الغطاء، فزاد الأمرُ إحكاماً، وعادت النجف مدرسة الشيعة الكبرى، ومعهدهم الأول، ودار هجرتهم العلمية حتّى اليوم.
يقول الشبيبي: ما زالت النجف من أكبر عواصم العلم للشيعة، وهي أكبرها منذ نحو قرنَين، وما انفكّت من أول ما خُطِّطت، مأوى كثير من فقهاء الشيعة، ومتصوفيهم وزهّادهم، وما عبر عليها عصر خَلَت فيه من عالم أو أديب، غير أن لها عصوراً معروفة، حَجَّ إليها الناس فيها من أجل التعلم والتفقه، ورأَسَ على رأسِ كل عصر منها، إمامٌ واحد أو أكثر من مشاهير أئمّة الشيعة ومخرّجيهم، أقدمها عصر أبي جعفر الطوسي، على أثر هجرته إلى النجف، وإقرائه فيها الناسَ وشدهم الرحال إليه في منتصف القرن الخامس.. ثمّ عصر أبي علي الطوسي ابن أبي جعفر، وقد خلف أباه ثمّةَ في الإقراء، وعاصره جماعة من أصحاب أبيه.. ثمّ عصر عماد الدين الطبري النجفي، تلميذ أبي علي الطوسي في منتصف القرن السادس.
وفي هذا العصر زاحمت الحلةُ السيفيةُ النجفَ من الجهة العلمية، وصارت إليها رحلة الشيعة نحو ثلاثة قرون، ففتر الناس عن الرحلة إلى النجف من تلك الجهة مدة طويلة، أي من منتصف القرن السادس، حيث عصر ابن إدريس وسديد الدين الحِمْصي في الحِلّة، إلى منتصف القرن التاسع، حيث عصر ابن فهد الحلي فيها، وهو آخر عصورها المشرقة، فكان الشأن الأكبر للحلة في خلال ذلك.
على أن النجف ظهر فيها طوال هذه الفترة طائفة من العلماء المشاهير، سواء كانوا ممن أخرجتهم المدينة، أو ممن جاوروا فيها.
ثمّ لمّا هَرمَت الحلة، وانقضى عهدها العلمي، عادت النجف فاستقلّت مرة أخرى، بالعلم والرحلة إليه، واتصلت أو كادت حلقاتُ عصورها العلمية، من أول القرن العاشر إلى الآن، فكان أولها عصر الشيخ علي بن عبد العال الكَرَكي المحقق المشهور، ومعاصره الشيخ إبراهيم القَطيفي.. ثمّ عصر الشيخ الأردبيلي الزاهد وصاحبه الملاّ عبد الله اليزدي.. ثمّ عصر الشيخ عبد النبي الجزائري.. ثمّ عصر الشيخ حسام الدين النجفي، فعصر الشيخ فخر الدين الطريحي.. ثمّ عصر أبي الحسن الشريف ومعاصريه، فعصر الفُتوني، فعصر الطباطبائي، فعصر الشيخ جعفر الكبير، فعصر ابن الشيخ، فعصر صاحب الجواهر، فعصر الشيخ مرتضى الأنصاري، فعصر تلامذة الأنصاري وغيرهم.. فهذه حلقات هذه السلسلة من العصور الآخِذِ بعضُها بأطرافِ بعض. مدارس حوزة النجف
بعد قدوم الشيخ الطوسي إلى مدينة النجف، في القرن الخامس الهجري، أصبحت النجف محطّ الأنظار من سائر الأقطار الشيعية، وصارت على مرّ الزمن مركزاً علمياً مهمّاً، واُنشئت فيها المدارس الدينية الكثيرة.
وقد أشار الرحالة ابن بطوطة إلى مدارسها هذه، كما أشار إجمالاً أو تفصيلاً غيره من المؤرخين.

## بعض من مدارس حوزة النجف
1. مدرسة المقداد السُيوري: نسبة إلى الفاضل المقداد السيوري، المتوفى سنة 826 هـ.
2. مدرسة الصدر: وهي أقدم المدارس الحاضرة، وأوسعها، وفيها ما يزيد على ثلاثين غرفة في طابق واحد.
3. مدرسة المعتمد: اُسست سنة 1262 هـ، وجُدّد بناؤها بعد ذلك، وهي تحتوي على 20 غرفة.
4. مدرسة الشيخ مهدي: كان أول بدء تأسيسها في سنة 1284 هـ، وتحتوي على 22 غرفة.
5. مدرسة القَوام: تمّ بناؤها سنة 1300هـ، وفيها 26 غرفة.
6. المدرسة السليمية: اُسست سنة 1250 هـ، وتحتوي على 12 غرفة.
7. مدرسة الإيرواني: تأسست سنة 1305 هـ، وفيها 19 غرفة.
8. مدرسة القَزويني: تأسست سنة 1324 هـ، وفيها 33 غرفة في طابقين.
9. مدرسة البادْكُوبئي: تأسست سنة 1325 هـ.
10. مدرسة الشربياني: تأسست في حدود 1320 هـ، وفيها 12 غرفة.
11. مدارس الخليلي: أ ـ الصغرى، مؤلفة من طابقين، وفيها 18 غرفة، تأسست سنة 1322 هـ. ب ـ الكبرى، مؤلفة من طابقين، وفيها 46 غرفة، تأسست سنة 1330 هـ.
12. مدارس الآخوند الخراساني: أ ـ الكبرى، وفيها 40 غرفة، وهي في طابقين، جدرانها مكسوّة بالقاشاني، تمّ بناؤها في سنة 1321 هـ، وجدّد بناؤها عام 1385 هـ. وزيدت حُجرها إلى 80 حجرة. ب ـ الوسطى، وفيها 33 غرفة، وجدرانها مكسوة بالقاشاني، تم بناؤها في سنة 1326 هـ. ج ـ الصغرى، وفيها 12 غرفة، تم بناؤها في سنة 1328 هـ. 13ـ مدرسة الهندي: وفيها 20 غرفة.
13. مدرسة البخارائي: نسبة إلى مؤسسها محمد يوسف البخارائي تم بناؤها في سنة 1329 هـ، وجدّدت في سنة 1380هـ.
14. مدرستا محمّد كاظم اليزدي: الأولى والثانية وتشتمل على ثمانين غرفة، مؤلفة من طابقين، وجدرانها مكسوة بالقاشاني، تأسست سنة 1325 هـ، والثانية عام 1380هـ، بأمر من الإمام الحكيم.
15. مدرسة البُروجردي: تحتوي على 64 غرفة، في ثلاثة طوابق، وفيها مكتبة حافلة بالكتب العلمية والفقهية وبعض المخطوطات، وكان تأسيسها عام 1373 هـ.
16. المدرسة الشبرية: تحتوي على 43 غرفة، في ثلاثة طوابق، ومكتبة من طابقين ومدرس وخزانة فيها أكثر من 400 مخطوط إضافة إلى الكتب الحجرية، تأسست سنة 1387 هـ على يد آية الله علي شبّر.
17. جامعة النجف الدينية: وهي أضخم مدرسة في النجف على الإطلاق، إذ أنها تضمّ أكثر من مئتَي غرفة في ثلاثة طوابق، وفيها مكتبة جامعة لنفائس الكتب، وطائفة من المخطوطات الثمينة، وفيها مسجد. وهي من أحسن المدارس بناءً وتصميماً، وقد بوشر ببنائها في سنة 1376 هـ، على قطعة أرض في حي السعد، تبلغ (5000) متر مربع.
18. المدرسة اللبنانية: وموقعها في الجُدَيدة.
19. المدرسة الأُزرية: وهي في الجديدة أيضاً.
20. مدرسة البغدادي: في حي السعد، وهي مدرسة جيدة وحديثة البنيان، فيها غرف كثيرة.

وغيرها من المدارس الدينية في مدينة النجف.

## دراسة حوزة النجف
اصطُلح في حوزة النجف على تقسيم الدراسات إلى ثلاث مراحل :
1ـ المقدِّمات :
ويريدون بها دراسة النحو والصرف، وعلوم البلاغة والمنطق، وكأنهم أرادوا أن دراسة هذه العلوم، هي مقدِّمة للدخول فيما يقصدون إليه من التخصص في الفقه وأصوله.
ولا يزال يُتَّبع في تدريس هذه العلوم الكتب القديمة المعروفة، مثل : شرح قَطر الندى لابن هشام، وشرح ألفيّة ابن مالك، ومُغني اللبيب في النحو، والشمسية وغيرها في المنطق.
والعلوم التي عددناها آنفاً هي إلزاميّة في هذه المرحلة، والمُلزِم هو التلميذ نفسه، وقد يضاف إليها علوم أخرى كالعلوم الرياضية، والعَروض والبديع، والنصوص الأدبية، وهذا يقرّره الطالب نفسه.
2ـ السطوح :
ويراد بها دراسة مُتون الكتب في الفقه الاستدلالي، وأصول الفقه.
والكتب التي تُدَرّس في هذه المرحلة كتب خاصة بها، وأهمها :
معالم الأصول، وقوانين الأصول، ورسائل الشيخ الأنصاري، وكفاية الأصول، هذا في أصول الفقه.
أما في الفقه الاستدلالي فأشهرها : شرائع الإسلام، وشرح اللُّمعة، والمكاسب.
ودراسة الفقه الاستدلالي، وأصول الفقه إلزامية في هذه المرحلة، ولكن يرى بعض الطلاب، دراسة علم الكلام، والحديث، والفلسفة، والتفسير ذلك أيضاً.
على أنّه إذا لم تكن دراسة التفسير إلزامية، فلأنّ معظم الآيات ستمر خلال الدراسة، ولابد في هذه الحالة من تفسيرها وشرحها.
وكذلك القول في الحديث، فهو والتفسير يرافقان الطالب في مراحل دراسته كلها، فيدرك أنواع الحديث وأقسامه، واصطلاحاته، والجرح والتعديل، وما إلى ذلك.
وهاتان المرحلتان هما اللتان تُكوِّنان الطالب وتُعِدّانه ليكون (مجتهداً).
وقد يستغرق اجتياز الطالب لهما العشر السنين، أو أكثر من ذلك، وهما أشقّ مراحل دراسته، وطالما تساقط الطلاب فيهما فتوقّفوا، ومضى البارعون المُجِدّون منهم، وهكذا لا يصل إلى مرحلة (الخارج) في الأغلب إلا القلة المتفوّقة الصابرة.
3ـ بحث الخارج :
هذه المرحلة بعكس المرحلتين السابقتين، لا تكون إلاّ جماعية، وذلك أن عدداً كبيراً من الطلاب الذين أنهَوا دراسة المرحلتين السابقتين، يلتقون حول واحد من كبار المجتهدين، فيحاضِرهم ارتجالاً في الأصول أو في الفقه، فيعرض عليهم المسألة، شارحاً لها شرحاً مستفيضاً، يُبرز فيه جميع الآراء الإسلاميّة ومذاهبها، ثمّ يناقش تلك الآراء مناقشة دقيقة، كما يناقش أدلتها، ثمّ يُدلي هو برأيه في المسألة، عارضاً دليله على ما ارتآه.
وإذا كنّا قد قلنا : إن طلاب هذه الدروس، هم ممن أنهَوا المرحلتين الأوليتين، أي ممن أصبحوا على أبواب الاجتهاد، فربما كان طلابها أيضاً من المجتهدين أنفسهم، إذا كان الأستاذ من الأعلام المتفوقين، الذين يستفيد من دروسهم حتّى المجتهدون، كما حدث في دروس الآخوند الشيخ محمد كاظم الخراساني (صاحب الكفاية)، الذي كان يلتقي في حلقة تدريسه فريق من المجتهدين، يستمعون إليه ويأخذون عنه.
وإذا كنا قد عَدَدنا الكتب المقرّرة في المرحلتين السابقتين فإننا لا نعدد هنا كتباً، إذ أن التدريس هنا، لا يعتمد على كتاب خاص، ما عدا ما يمكن أن يُعين الطلاب على المراجعة.
ومما تمتاز به هذه المرحلة، هو إطلاق حرية المناقشة للطلاب على أوسع الأبواب، فترى الطلاب يناقشون الآراء والنظريات مع الأستاذ، مناقشة النِد للنّد، فيتعودون الثقة بأنفسهم، والاعتماد على آرائهم، لأنهم سيكونون في المستقبل مرجعاً للناس.
والذي يُصغي للمناقشات في تلك الدروس، يعلم أنّها فريدة في أسلوب التدريس العلمي، بما فيها من حرية وعمق ودقة، وبما تنطوي عليه من توجيه رائع، وسعة آفاق وتشجيع، مما لا نحسب أن له نظيراً في أي تدريس جامعي آخر.
ولابد أن تكون كذلك، لأنّها تعد الرجال لينالوا أضخم إجازة علمية، هي إجازة (الاجتهاد)، فليس يسيراً أن يصبح العالم مجتهداً.
أين تُعقد الدروس ؟
ربما تبادر للذهن، أن هناك قاعات للدرس، وكليات للمحاضرات، مع أنه لا شيء من ذلك في حوزة النجف ؛ فمكان الدرس غير محدّد، فربما كان في بيت الأستاذ نفسه، على أنّه كثيراً ما يكون في المساجد الرحبة البعيدة عن الضجيج، فيجلس الطلاب على الأرض، متحلقين حول الأستاذ، فإذا كثر عددهم اتسعت صفوفهم غير نظيمة، واضطر الأستاذ لأن يجلس على المنبر، ليُسمِع صوتَه إلى أقصى الحضور.
ولعل التجديد الوحيد الذي دخل على هذا التدريس، هو أن الأساتذة صاروا يستعملون مكبرات الصوت، ليوصلوا أصواتهم إلى أبعد طالب بلا جهد ولا عناء.
المرجع الأعلى :
تتفرد حوزة النجف بشيء لا مثل له في أي بقعة من بقاع العالم، ذلك أن فيها دائماً مرجعاً أعلى للشيعة، هو في الأصل مجتهد من كبار المجتهدين، أجمعت الكلمة على الإذعان لرئاسته ومرجعيته.
فنحن نعلم، أن المراجع الدينية في العالم، سواء كانت إسلاميّة أو مسيحية، يتم اختيارها بإحدى طريقتين : إما طريقة الانتخاب (كالبابا)، أو طريقة التعيين (كشيخ الأزهر).
أما في حوزة النجف، فلا انتخاب ولا تعيين، ومع ذلك فهناك أبداً خَلَف للسلف الراحل ! فكيف يتم ذلك ؟
طريقة الحوزة النجفية تضمن عدم وصول غير الأصلح، فهناك الكفاءات الشخصية، التي تفرض نفسها فرضاً، ويشترط في هذه الكفاءة أن تجمع إلى التميّز بالعلم، التميّز بالفكر والعقل، والتميز بالاستقامة والأخلاق، وهذه صفات لا يمكن مخادعة الناس بها على طول السنين، وهكذا يتبين للخاصة والعامة، سيرة كل مجتهد واضحةً جلية، ويبدأون في حياة المرجع الحي، يرشحون في أنفسهم من يصلح بعده خلفاً له.
فإذا مات المرجع، كانت النفوس كلّها ملتقية على الاقتداء بمجتهد معين، دون أن تجتمع وتقرّر، وتعيّن أو تنتخب، ولا يشعر المجتمع إلا وقد اعتلى سدّة المرجعية من هو كفؤ لها، مختاراً اختياراً طبيعياً، باعثه الأول صفات المجتهد، وسجاياه وفضائله، وبذلك يتحرّر المرجع، من أن يكون مَديناً في منصبه، لفريقٍ انتخبه، أو لسلطة عيّنته.